# 岡山県道300号宇治下原線
岡山県道300号宇治下原線（おかやまけんどう300ごう うじしもはらせん）は、岡山県高梁市を通る一般県道である。

## 概要
高梁市宇治町宇治と高梁市成羽町星原を結ぶ。
大部分が島木川沿いで、羽山渓の渓谷を通過する。途中には素掘りのトンネルである羽山第二隧道がある。
起点（宇治町宇治地内、岡山県道85号高梁坂本線交点）から約800 mの平地部は2車線であるが、その後山間部および渓谷沿いの約7 kmにわたりほぼ1車線のすれ違い困難な険しい山道が続き、大型車通行不可である。成羽町成羽地内の平地部から約1 kmは改良状況により1.5車線 - 2車線になり、その後終点（国道313号交点）までの約2 kmは完全2車線の道路となる。
本路線狭小区間を回避する事実上のバイパスとして、宇治町宇治地内から岡山県道435号宇治長屋線→農道#広域農道かぐら街道支線→広域農道かぐら街道（本路線と十字交差）→高梁市道枝線を経由し成羽町成羽地内で本路線に再合流するルートがある。

### 路線データ

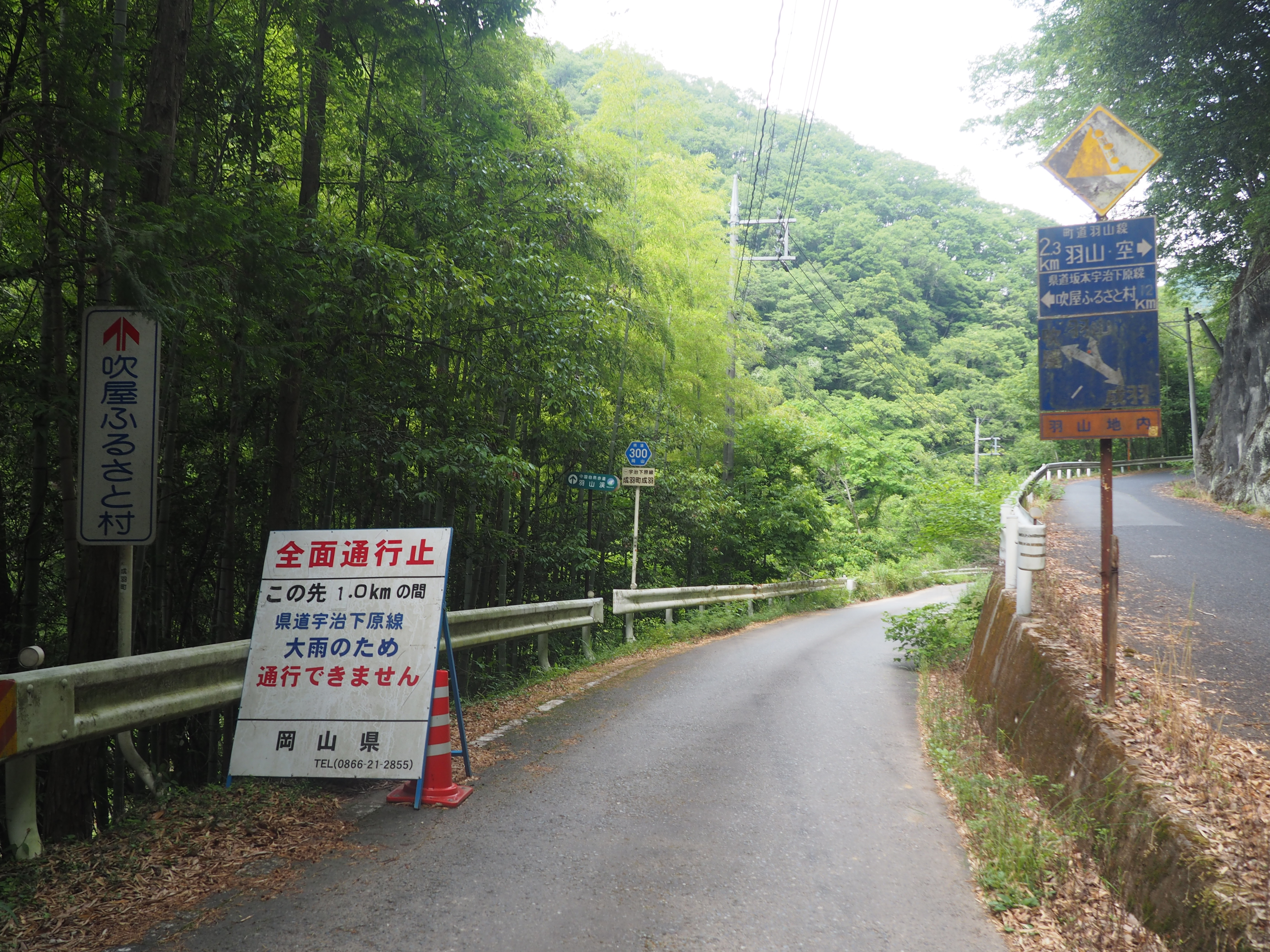
岡山県道300号宇治下原線（右側の標識には旧県道名の「坂本宇治下原線」が残っている。）

- 起点：岡山県高梁市宇治町宇治（岡山県道85号高梁坂本線交点）
- 終点：岡山県高梁市成羽町星原（国道313号交点）
- 総延長：10.5 km

## 歴史
- 1993年（平成5年）5月11日 - 建設省から、県道坂本宇治下原線の一部を高梁坂本線として主要地方道に指定される[2]。
- 1994年（平成6年）4月1日 - 岡山県告示第250号により認定。

## 路線状況

### 道路施設

#### 橋梁
- かぐら橋（成羽川、高梁市）

#### トンネル
- 羽山第一隧道：延長73 m、1919年（大正8年）竣工、高梁市
- 羽山第二隧道：延長32 m、1919年（大正8年）竣工、高梁市

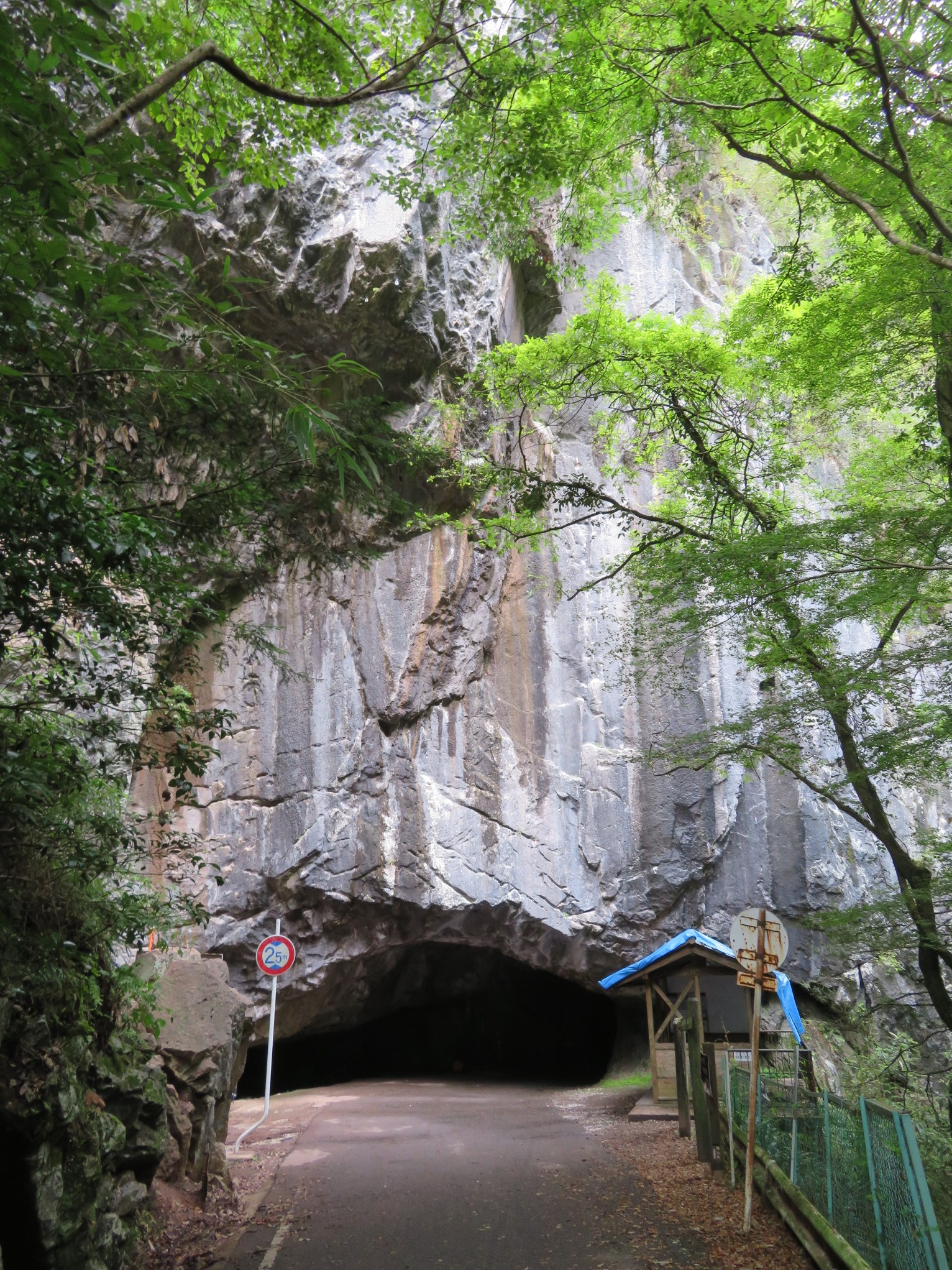
羽山第二隧道
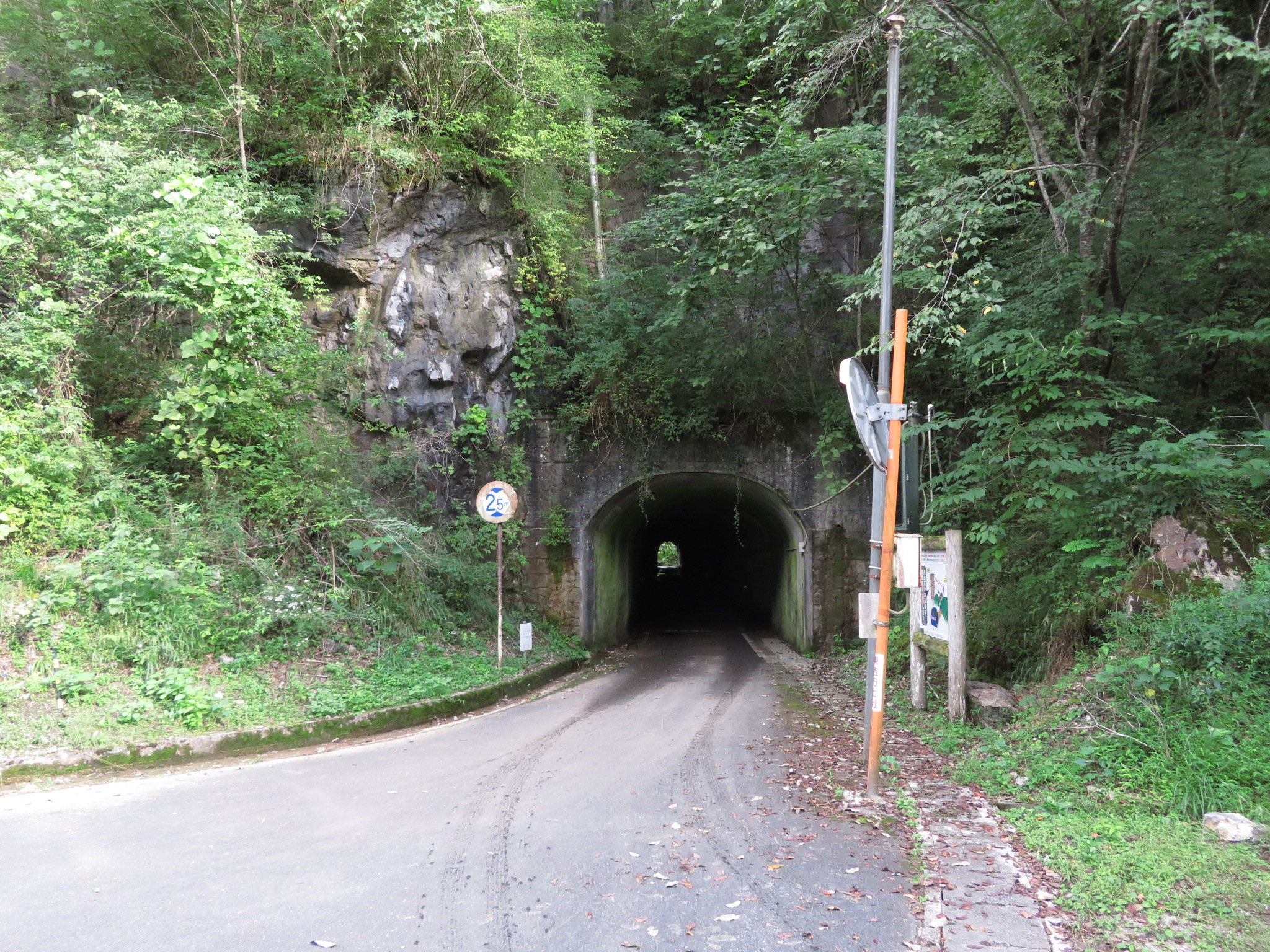
羽山第一隧道

### 並行する旧街道
- 吹屋往来（成羽‐吹屋短絡路）

## 地理

### 通過する自治体
- 岡山県
  - 高梁市

### 交差する道路
| 交差する道路            | 交差する場所 | 交差する場所 |
| ----------------------- | ------------ | ------------ |
| 岡山県道85号高梁坂本線  | 宇治町宇治   | 起点         |
| 岡山県道435号宇治長屋線 | 宇治町宇治   |              |
| 広域農道かぐら街道      | 宇治町宇治   |              |
| 岡山県道436号布寄下原線 | 成羽町成羽   |              |
| 国道313号               | 成羽町星原   | 終点         |

### 沿線
- 高梁警察署 宇治駐在所
- 高梁市立宇治小学校
- 岡山県高梁市立宇治高等学校
- 羽山渓

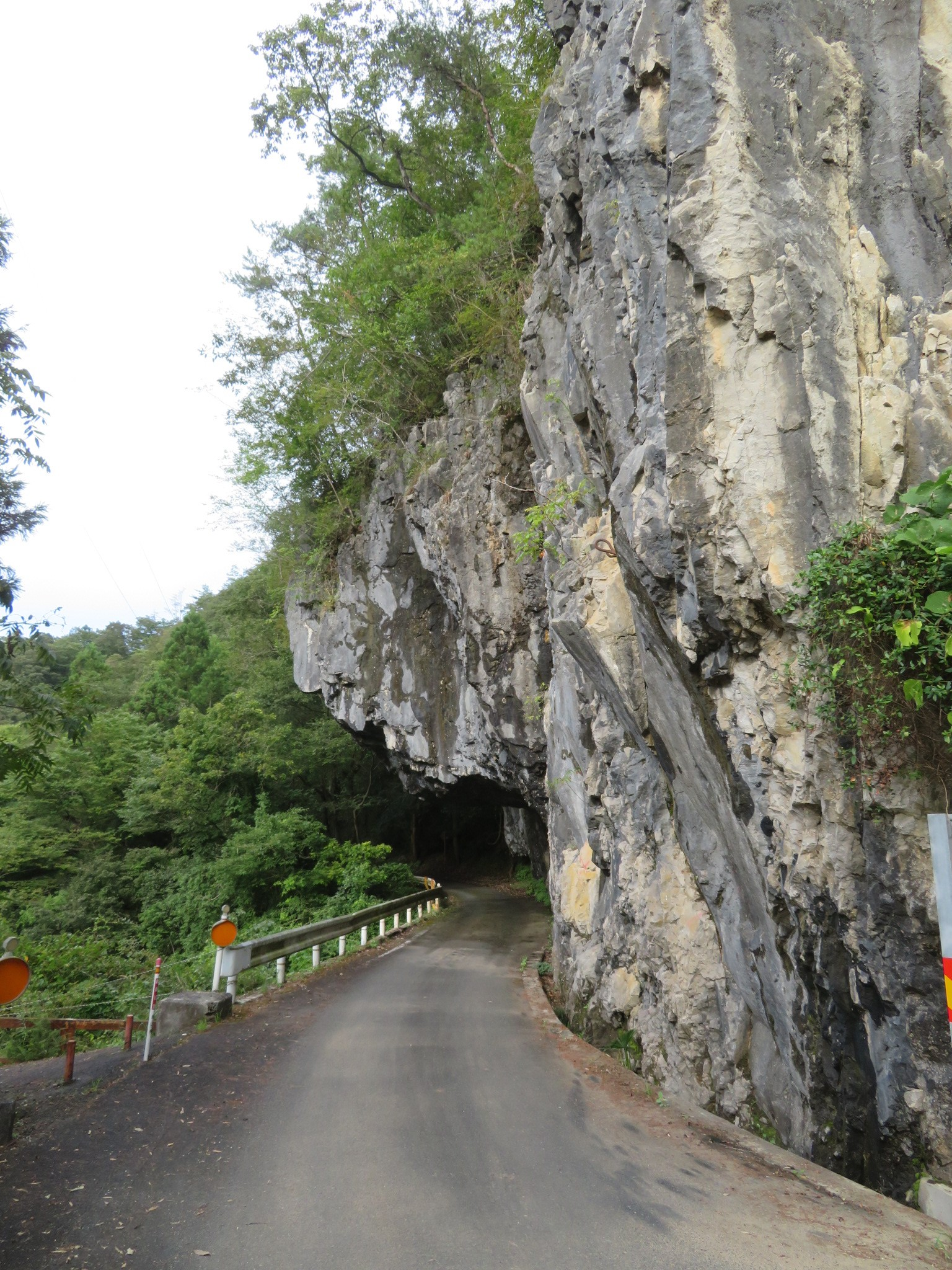
道路を覆う羽山渓の岩
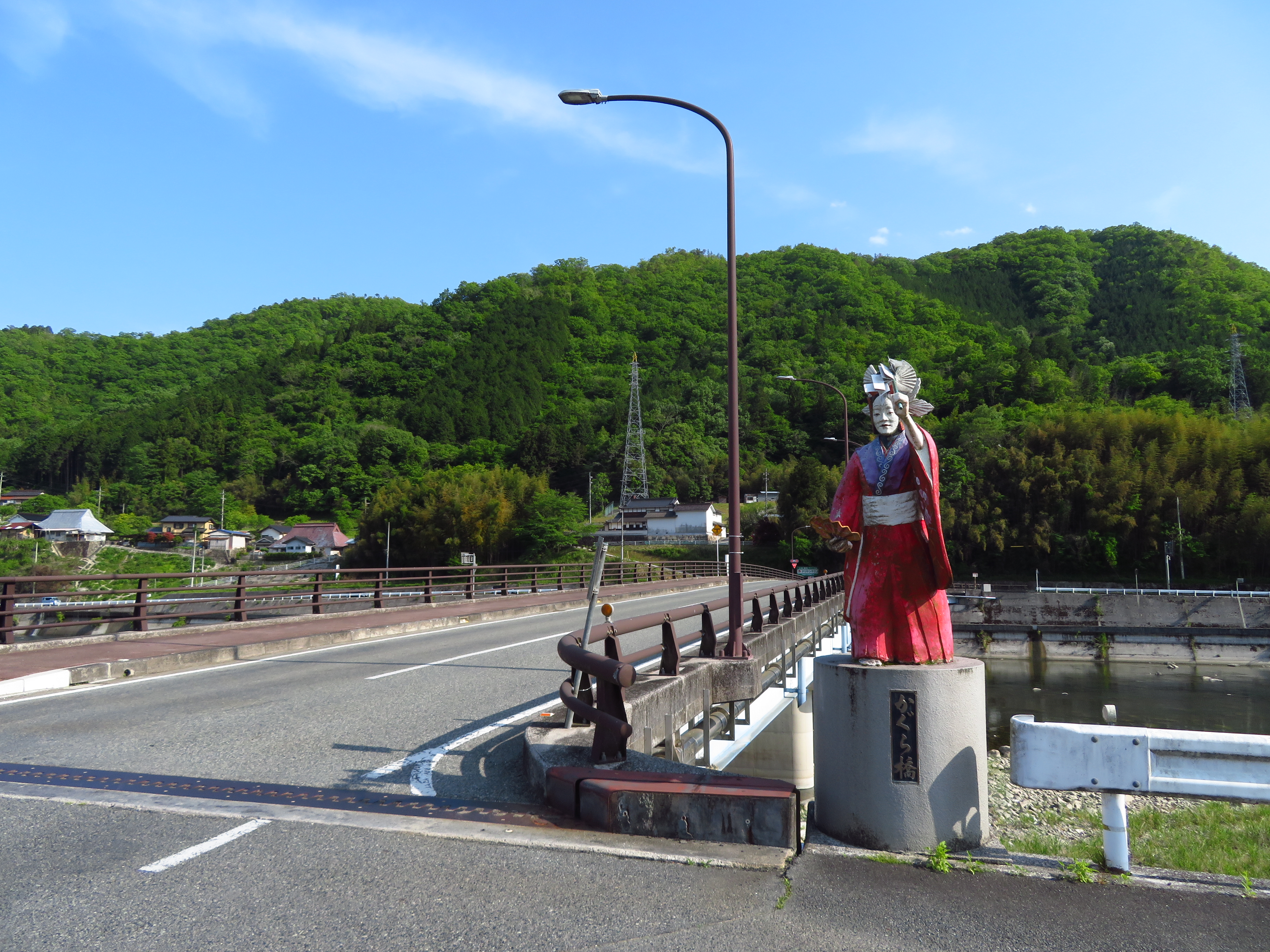
かぐら橋と備中神楽のオブジェ